# Slut-shaming
Em sexualidade humana, slut-shaming (do inglês, slut, gíria para se referir a mulher vadia, promíscua, prostituta, e shaming, de shame, verbo que significa "envergonhar, causar vergonha", em tradução livre, seria "[pôr] pecha de prostituta" ou "tachar de prostituta" ou "de vadia") é uma forma de estigma social aplicada a pessoas, especialmente mulheres e meninas, que são percebidas por violar as expectativas tradicionais  de comportamentos sexuais. Alguns exemplos de casos em que as mulheres são "envergonhadas por ser vadias" incluem violar os códigos de vestimenta aceitos por vestir de forma percebida como sexualmente provocativas, o pedido de acesso ao controle de natalidade, ou ter sexo casual antes do casamento. O termo pode ser traduzido em português como reprovação de conduta ou censura moral.

## Definições e características
Slut-shaming é definida por muitos como um processo em que as mulheres são atacadas por sua transgressão aos códigos aceites de conduta sexual, isto é, de adverti-las para um comportamento ou desejos que são mais sexuais do que a sociedade considera aceitável. Emily Bazelon diz que slut-shaming é "retrógrado, o oposto da feminista. Chamar uma garota de slut avisa a ela que há uma linha: ela pode ser sexual, mas não muito sexual."